# Edén (película española)
Edén es una película española de Drama dirigida por Estefanía Cortés, y protagonizada por Marta Nieto, Charlotte Vega, Israel Elejalde y Ramón Barea.

## Sinopsis
Cuatro desconocidos acuden a Edén, una empresa clandestina en plena naturaleza para acabar con su vida. Una joven rota por la culpa que no puede olvidar su pasado; un anciano que quiere evitar el dolor de sus seres queridos; una carismática mujer con un trastorno de la personalidad; y un hombre desesperado que esconde un oscuro secreto. Edén les une en el momento previo a su muerte, pero ¿es tan sencillo escapar de la vida?

## Reparto
- Marta Nieto  como Lidia
- Charlotte Vega como Marina
- Israel Elejalde como Víctor
- Ramón Barea como Félix

## Producción
El guion está escrito por Estefanía Cortés producida por Pedro F. de la Escalera y Belén Estevas-Guilmain de Dios de la productora Montreux Entertaiment junto a La Caña Brothers, La Colmena Producciones y con la participación de RTVE y Aragón TV. 
La película está rodada íntegramente en el Balneario de Panticosa de la comunidad de Aragón.

## Estreno
Edén, se estrenó en la Semana Internacional de Cine de Valladolid, certamen conocido como la Seminci el 24 de octubre de 2022, dentro de la sección Punto de encuentro.
Se estrenó en los cines de España el 28 de octubre de 2022.